# Ringier Hungary Kft.
A Ringier Hungary Kft. (korábban Ringier Axel Springer Magyarország Kft.) a magyar sajtópiac jelentős médiavállalata, amely a svájci Ringier AG és a német Axel Springer SE 2021 nyarán bejelentett megállapodásának megfelelően 2022 elejére a Ringier Csoport kizárólagos tulajdonába került.

## Története
A Ringier Hungary Kft. jogelődje, a Ringier Axel Springer Magyarország Kft. a német Axel Springer SE cég magyarországi leányvállalata, az Axel Springer-Budapest Kiadói Kft. és a svájci tulajdonú Ringier Kiadó Kft. fúziójával jött létre 2014-ben. Az új vegyesvállalat 2014-2022 között a nemzetközi Ringier Axel Springer Media AG cégcsoport részeként működött.
Az Axel Springer és a Ringier első ízben 2011-ben jelezte összeolvadási szándékát, ám akkor a médiatanács nem adta meg a szakhatósági hozzájárulást ehhez. Ezt azzal indokolták, hogy a fúzió „egyértelműen és jelentősen” veszélyeztetné a sokszínű tájékozódás jogának érvényesülését.
A vegyesvállalat két anyacége, a svájci Ringier AG és a német Axel Springer SE 2021 nyarán bejelentett megállapodásának megfelelően 2022 elejére a svájci Ringier AG felvásárolta az Axel Springer közép-kelet-európai érdekeltségeinek részvényeit. Így 2022 februárjára a többek között a Blikk, a Kiskegyed és a GLAMOUR márkákat is tartalmazó hazai médiakínálat kizárólagos tulajdonosa a svájci Ringier AG lett.
A Ringier Csoport a Ringier Kiadó Kft. 1993-as megalapítása óta van jelen a magyar médiapiacon.
A jogelőd Axel Springer-Budapest Kiadói Kft. 1989-es megalapítása óta dr. Bayer József látta el az ügyvezető igazgatói feladatokat 2019-ig, amikor is bejelentette nyugdíjba vonulási szándékát. Utódja Kovács Tibor, aki korábban már 13 évet dolgozott a Ringier Kiadónál, 2019 szeptemberétől vezeti a vállalatcsoportot, amely 2022 februárja óta a Ringier Csoport tulajdonába tartozik.
2023. októberében a Ringier Hungarynél, hogy értékesíti rejtvénylapjait a CsoSch Kft.-nek.  A tranzakció az Ügyes, az Eszes és a Rejtvény Terefere lapcsaládokat érinti (ez 23 kiadványt jelent). Ettől kezdve a székesfehérvári központú CsoSch Kft. adja ki a Kedvenc nevű rejtvénylapcsaládot. 
Saját történetét a vállalat az alábbiakban foglalja össze:

„A vállalat 1989 óta van jelen a magyar sajtópiacon, és 2014-ben vált a Ringier Axel Springer Media AG részévé. Megalapításakor a médiatársaság legsikeresebb kiadványai a tvr-hét műsorújság és a Lakáskultúra magazin voltak, majd később női magazinunk, a Kiskegyed lett a kiadó zászlóshajó terméke: 600 000 eladott példányszámával megdöntötte a történelmi sajtórekordot. A Kiskegyed, valamint gasztronómiai és lakberendezési témájú márkakiterjesztései népszerűsége ma is töretlen.
2019-ben ünnepli fennállásának 25. évfordulóját a Blikk, amely hosszú idők óta hazánk legnagyobb példányszámban értékesített napilapja. A Ringier Axel Springer Magyarországba történő integrálását megelőzően a Blikk a Ringier Kiadóhoz tartozott.
Portfóliónk 2004-ben gazdagodott a GLAMOUR és az Auto Bild licenc magazinokkal, 2005-ben pedig a GEO ismeretterjesztő magazinnal. 2017-ben csatlakozott termékkínálatunkhoz az EgészségKalauz.hu, valamint a C generációs fiatalokat megszólító Noizz.hu. Bookazine Bestseller márkanévvel 2018 óta jelennek meg történelmi tematikájú bookazine köteteink.
Kiadóvállalatunk 2019-ben ünnepli alapításának 30. évfordulóját.
A vegyesvállalat két anyacége, a svájci Ringier AG és a német Axel Springer SE 2021 nyarán bejelentett megállapodásának megfelelően 2022 év elejére a svájci Ringier AG felvásárolta az Axel Springer közép-kelet-európai érdekeltségeinek részvényeit. Így 2022 februárjára médiakínálatunk kizárólagos tulajdonosa a svájci Ringier Csoport lett.”

## A Ringier Hungary termékei 2022-ben[14]
Hírlapok és híroldalak:
- Blikk
- Blikk.hu
- Vasárnapi Blikk

Lifestyle és női magazinok:
- Glamour (magazin)
- Kiskegyed és márkakiterjesztései
- Blikk Nők és márkakiterjesztései
- BlikkRúzs.hu
- Csók és Könny

C generációs online média:
- Noizz.hu (2025 elején megszűnt) [15]

Ismeretterjesztő magazinok:
- GEO (folyóirat)
- Bookazine Bestseller sorozat

Autós magazin:
- Auto Bild Magyarország

Gasztronómiai magazinok:
- Kiskegyed Konyhája
- Kiskegyed Recepttár
- Blikk Nők Konyha
- Blikk Nők Receptek
- www.recepttar.hu

Lakberendezési magazinok:
- Blikk Nők Otthon&Kert
- Kiskegyed Otthona

Online egészség magazin:
- EgészségKalauz.hu

Műsorújságok:
- tvr-hét
- Képes TV műsor
- Színes Kéthetes
- TV kéthetes
- TV Revü
- Sárga RTV
- Tvr Újság

Rejtvénylapok: (2023-ban kiadói joguk értékesítve) 
- Ügyes
- Ügyes Plusz
- Ügyes Jó Vicc
- Ügyes Évszakok
- Ügyes Skandi
- Eszes
- Eszes Évszakok
- Rejtvény Terefere
- Rejtvény Terefere Extra
- Kópé Évszakok
- Kiskegyed Rejtvény Extra